# Monodilepas monilifera
Monodilepas monilifera är en snäckart. Monodilepas monilifera ingår i släktet Monodilepas och familjen nyckelhålssnäckor.

## Underarter
Arten delas in i följande underarter:
- M. m. carnleyensis
- M. m. cookiana
- M. m. monilifera